# Nelsons spitsstaartgors
Nelsons spitsstaartgors (Ammospiza nelsoni synoniem: Ammodramus nelsoni) is een vogelsoort uit de familie van de Passerellidae (Amerikaanse gorzen).

## Verspreiding en leefgebied
Deze soort komt voor van midden Canada tot in het noorden van de Verenigde Staten. De soort telt drie ondersoorten:
- A. n. nelsoni: westelijk en centraal Canada en de noordelijk-centrale USA.
- A. n. alter: het oostelijke deel van Centraal-Canada.
- A. n. subvirgata: zuidoostelijk Canada en de noordoostelijke Verenigde Staten.